# Lincoln County (Wyoming)
Lincoln County ist ein County im Bundesstaat Wyoming der Vereinigten Staaten. Bei der Volkszählung 2020 hatte das Lincoln County 19.581 Einwohner. Der Verwaltungssitz (County Seat) ist Kemmerer.

## Geographie
Das County hat eine Fläche von 10.590 Quadratkilometern; davon sind 52 Quadratkilometer Wasserflächen. Es grenzt im Uhrzeigersinn an die Countys: Teton County, Sublette County, Sweetwater County, Uinta County, Rich County (Utah), Bear Lake County (Idaho), Caribou County (Idaho) und Bonneville County (Idaho).
Im County liegen Teile des Bridger-Teton National Forest, einem Nationalforst, und das Fossil Butte National Monument, eine paläontologische Lagerstätte von Fossilien, insbesondere Fischen, aus dem Eozän.

## Geschichte
Lincoln County wurde im Jahre 1911 gegründet. Benannt ist es nach dem ehemaligen Präsidenten Abraham Lincoln.

## Demografische Daten

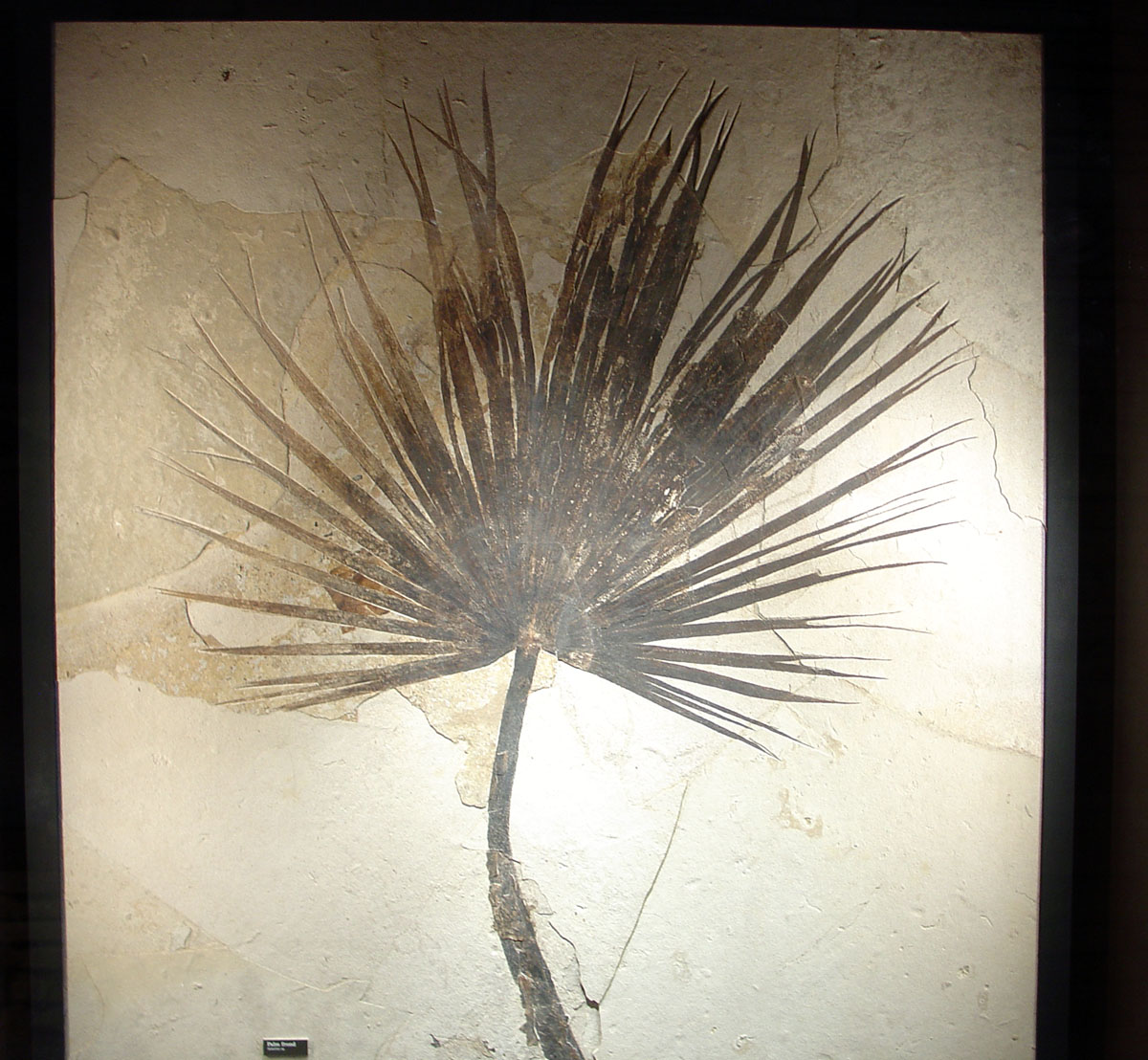
Fossilienfunde im County

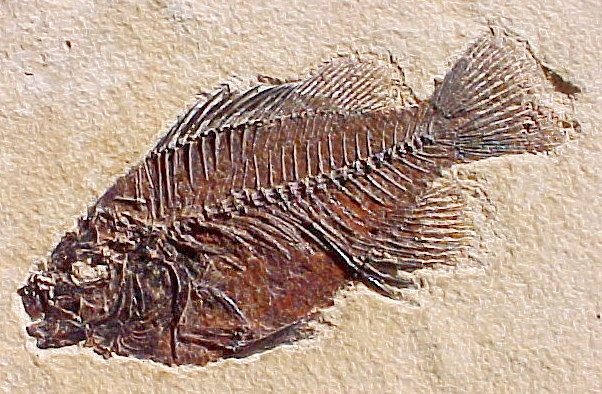
Fossilienfunde im County

Nach der Volkszählung im Jahr 2000 lebten im Lincoln County 14.573 Menschen. Es gab 5266 Haushalte und 3949 Familien. Die Bevölkerungsdichte betrug 1 Einwohner pro Quadratkilometer. Ethnisch betrachtet setzte sich die Bevölkerung zusammen aus 97,15 % Weißen, 0,10 % Afroamerikanern, 0,57 % amerikanischen Ureinwohnern, 0,23 % Asiaten, 0,05 % Bewohnern aus dem pazifischen Inselraum und 0,71 % aus anderen ethnischen Gruppen; 1,19 % stammten von zwei oder mehr ethnischen Gruppen ab. 2,16 % Prozent der Bevölkerung waren spanischer oder lateinamerikanischer Abstammung.
Von den 5266 Haushalten hatten 36,50 % Kinder und Jugendliche unter 18 Jahre, die bei ihnen lebten. 66,70 % waren verheiratete, zusammenlebende Paare, 5,10 % Prozent waren allein erziehende Mütter, 25,00 % waren keine Familien. 21,00 % waren Singlehaushalte und in 7,90 % lebten Menschen im Alter von 65 Jahren oder darüber. Die Durchschnittshaushaltsgröße betrug 2,75 und die durchschnittliche Familiengröße lag bei 3,23 Personen.
Auf das gesamte County bezogen setzte sich die Bevölkerung zusammen aus 30,90 % Einwohnern unter 18 Jahren, 7,20 % zwischen 18 und 24 Jahren, 25,40 % zwischen 25 und 44 Jahren, 24,20 % zwischen 45 und 64 Jahren und 12,40 % waren 65 Jahre alt oder darüber. Das Durchschnittsalter betrug 37 Jahre. Auf 100 weibliche Personen kamen 102,00 männliche Personen, auf 100 Frauen im Alter ab 18 Jahren kamen statistisch 101,30 Männer.
Das jährliche Durchschnittseinkommen eines Haushalts betrug 40.794 USD, das Durchschnittseinkommen der Familien betrug 44.919. USD. Männer hatten ein Durchschnittseinkommen von 37.353 USD, Frauen 20.928 USD. Das Prokopfeinkommen betrug 17.533 USD. 9,00 % der Familien und 6,40 % der Bevölkerung lebten unterhalb der Armutsgrenze. 11,60 % davon waren unter 18 Jahre und 6,40 % waren 65 Jahre oder älter.

## Orte im Lincoln County
City
| - Kemmerer |

Towns
| - Afton - Alpine - Cokeville - Diamindville | - La Barge - Opal - Star Valley Ranch - Thayne |

Census-designated places (CDP)
| - Alpine Northeast - Alpine Northwest - Auburn - Bedford - Etna | - Fairview - Fontenelle - Freedom1 - Grover - Nordic | - Oakley - Osmond - Smoot - Taylor - Turnerville |

Unincorporated Communitys
| - Border Junction - Frontier - Sage |

1 – teilweise im Caribou County in Idaho